# Конструкция гитары
В различных конструкциях гитар используются следующие части и элементы:

## Кузов
1. Кузов (корпус) — часть гитары без грифа. Включает в себя:
  1. Дека верхняя.
    1. Голосник (резонаторное отверстие в деке).
    2. Розетка — окаймление, украшение голосника.
    3. Панцирь — пластина для защиты деки от механических повреждений, вызываемых трением пальцев и царапанием медиатора. Бывает врезным и накладным.
2. Дека нижняя.
3. Обечайка — боковая стенка кузова. Образована собственно левой и правой обечайками и соединяющим их внизу посередине клином, в который ставится пуговица.
4. Пуговица — небольшой шип-подставка внизу на обечайке.
5. Струнодержатель-подставка, содержит нижний порожек.

## Гриф
1. Гриф.
2. Накладка грифа.
3. Лады — металлические порожки.
4. Верхний порожек.
5. Точки на грифе — пометки номеров ладов на лицевой и (или) боковой стороне грифа.
6. Пятка грифа.
7. Анкерный стержень грифа
8. Головка грифа.
9. Колки.
10. Хвостик грифа.
11. Струны.
12. Фиксаторы струн.

В зависимости от того, какого вида гитара, те или иные части могут отсутствовать. Например, для акустической гитары наличие звукоснимателя и регулятора громкости тембра несвойственно, тогда как на некоторых бас-гитарах могут отсутствовать порожки лада, точки на грифе и другие элементы. Наличие или отсутствие тех или иных частей объясняется наличием или отсутствием их необходимости для конкретного инструмента (конкретной марки), типом гитары и в некоторых случаях причудами её хозяина.